# 호당역
호당역(虎堂驛)은 중앙선에 연결되어 있던 역으로 당시 무배치간이역으로 개역했다. 하지만 수요의 감소로 70년대 초중반에 폐역이 되었다. 현재는 역의 흔적조차 남아 있지 않다.

## 역명 유래
500여년 전에 전유형(全有亨)이라는 선비가 마을을 개척했는데 뒷산의 모습이 범모양이기에 호령(虎領)이라 했다. 이후 지금으로부터 150여년 전에 김영곤(金永坤)이라는 선비가 호당(虎堂)이라고 개명한데서 비롯되었다.

## 연혁
- 1958년 1월 10일: 무배치간이역으로 개업[1]
- 1967년 9월 1일: 을종승차권 대매소로 지정[2]
- 1974년 8월 15일: 폐역[3]
- 2024년 12월 : 중앙선 복선 전철화 구간 완공으로 선로폐지예정